# Camellia skogiana
Camellia skogiana är en tvåhjärtbladig växtart som beskrevs av C. X. Ye. Camellia skogiana ingår i släktet Camellia och familjen Theaceae. Inga underarter finns listade i Catalogue of Life.